# Assimina Maoulida
Pour les articles homonymes, voir Maoulida.
Assimina Maoulida, née le 30 janvier 2002 à Blois, est une footballeuse française évoluant au poste de défenseure centrale.

## Carrière

### Carrière en club
Assimina Maoulida prend sa première licence au Blois Football 41 en 2010 puis rejoint le  Tours FC en 2017. Elle intègre l'effectif de l'US Orléans, évoluant en deuxième division, en 2018.

### Carrière en sélection
Elle compte quatre sélections avec l'équipe de France des moins de 16 ans en 2018, huit sélections avec l'équipe de France des moins de 17 ans depuis 2018 et deux sélections en équipe de France des moins de 19 ans depuis 2019, dont un match en phase finale du championnat d'Europe des moins de 19 ans 2019 remporté par les Bleuettes. 

## Palmarès

### En sélection
France -19 ans
- Euro -19 ans
  - Vainqueur : 2019

## Famille
Elle est la sœur de la footballeuse internationale comorienne Anissa Maoulida.